# عابدواق
عابُد واق هي مدينة تقع في محافظة جلجدود في وسط الصومال. يوجد في فيها مطار يخدم المدينة.